# Ґордон Томсон (веслувальник)
Ґордон Томсон (англ. Gordon Thomson, 27 березня 1884 — 8 липня 1953) — британський академічний веслувальник.
Олімпійський чемпіон 1908 року в складі розпашної двійки без стернового, срібний призер 1908 року в складі розпашної четвірки без стернового.